# 零式水上初歩練習機
川西 零式水上初歩練習機
- 用途：練習機
- 製造者：川西航空機
- 運用者：大日本帝国（海軍)
- 初飛行：1938年（昭和13年）7月
- 生産数：12機
- 生産開始：1940年（昭和15年）
- 退役：1945年（昭和20年）
- 運用状況：退役

零式水上初歩練習機（れいしきすいじょうしょほれんしゅうき）とは、第二次世界大戦中の日本海軍が1940年に制式採用した川西航空機製の軍用航空機であり、練習機である。日本海軍に制式採用された最後の水上初歩練習機となった。

## 概要
1937年に海軍はそれまで使用してきた九〇式水上初歩練習機の後継機開発として、「十二試初歩水上練習機」の開発および試作を川西航空機、日本飛行機、渡辺鉄工所の3社に対して指示した。
試作機の性能審査を行った結果、川西航空機製の機体が他社のものより性能が優れていると判断され、若干の改修と仕様の変更を加え1940年に「零式水上初歩練習機」として制式採用された。
第二次世界大戦末期の量産体制が整わない状態と、それまでに採用されていた九三式中間練習機が初歩練習にも使用されたため、生産機数や運用実績が少ないまま終戦を迎え日本海軍に制式採用された最後の水上初歩練習機となった。
なお、生産機は全て土浦海軍航空隊に集中配置され、徴兵時や操練の採用試験時に飛行機への適性があるかどうかを判別するために使用された。

## 要目（K8K1）
- 翼幅 : 9.50 m
- 全長 : 8.80 m
- 翼面積 : 24.0 m2
- 全備重量 : 991 kg
- エンジン : 東京瓦斯電気工業「神風」二型空冷7気筒星型 130　Hp×1
- 最高速度 : 185 km/h
- 巡航速度 : 120 km/h
- 航続距離 : 513 km
- 実用上昇限度 : 3,490 m
- 乗員 : 2 名